# Krzesło (film)
Krzesło (The Chair) – film grozy z 2007 roku.

## Treść
Młoda dziewczyna Danielle, wprowadza się do nowego domu. Wkrótce zaczynają ją tam prześladować koszmarne wizje, we śnie i na jawie, które nie dają jej spokoju. Danielle ma wrażenie, że ktoś, prócz niej przebywa w tym domu. Ponieważ, Danielle wcześniej przeżyła załamanie psychiczne, siostra, której się zwierza podejrzewa, że to wynik tamtej choroby. Tymczasem koszmar pogłębia się, kiedy Danielle odkrywa na strychu tajemnicze krzesło. Było to narzędzie tortur, które stosował niegdyś pewien sadystyczny morderca mieszkający w tym domu.

## Obsada
- Nick Abraham - Ryan Durbin
- Michael Capellupo - pan Ferguson
- Alanna Chisholm - Danielle Velayo
- David Kim - dentysta
- Lauren Roy - Anna Velayo
- Adam Seybold - Edgar A. Crowe
- Paul Soren - Mordechai Zymytryk
- Nickolas Tortolano - Jacob